# مونراشتات
شهر مونراشتات (به آلمانی: Münnerstadt) در ایالت بایرن در کشور آلمان واقع شده‌است.